# Conidiòfor

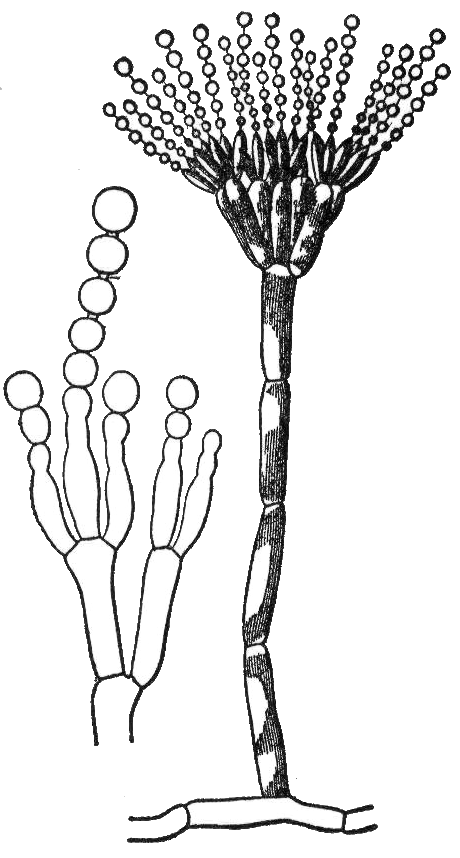
Conidi a l'extrem d'un conidiòfor

El conidiòfor (del grec koni-κόνι-ς/-ος "pols", idio petit, phor, φορος "que porta"), en certs fongs, és una estructura microscòpica especialitzada en la reproducció asexual de milers d'espores anomenades conidis. Es localitzen a l'extrem d'hifes les quals aixequen el conidiòfor en l'aire per tal d'escampar les espores amb més eficiència. Alguns conidiòfors, per exemple en Geotrichum candidum, són d'un filament, mentre que altres, per exemple en Trichoderma viride, són ramificades. La morfologia d'aquests conidiòfors especialitzats sol ser distintiu d'una espècie específica i, per tant, pot ser utilitzat en la identificació de l'espècie.